# 官塘镇 (凤阳县)
官塘镇，是中华人民共和国安徽省滁州市凤阳县下辖的一个乡镇级行政单位， 镇名取自明代官方修建的水利设施“官塘”。

## 行政区划
官塘镇下辖以下地区：
光华社区、凤龙社区、山西村、官塘村、大刘村、光明村、凤淮村、大唐村、淮安村和武坟村。